# Jorge Rodríguez
Jorge Rodríguez Esquivel (Toluca, 18 aprile 1968 – 8 agosto 2024) è stato un calciatore messicano, di ruolo difensore o centrocampista.

## Biografia

### Club
Militò in due squadre, il Toluca e il Santos Laguna. Si ritirò nel 1998, a soli 30 anni, per poi tornare a giocare nel 2001 con il Pachuca, giocandovi fino al 2004.

### Nazionale
Giocò dal 1991 al 1996 con la nazionale messicana, partecipando al campionato del mondo 1994.

### Morte
Morì l'8 agosto 2024, per le complicazioni della sindrome di Evans, all'età di 56 anni.